# Universidad de Montevallo
La Universidad de Montevallo es una universidad pública en Montevallo, Alabama. Fundada el 12 de octubre de 1896, la universidad es la única facultad pública de artes liberales de Alabama y miembro del Consejo de Facultades Públicas de Artes Liberales. El Distrito Histórico de la Universidad de Montevallo se estableció en el campus en 1979. La escuela está ubicada en una zona rural en el centro de Alabama.

## Historia

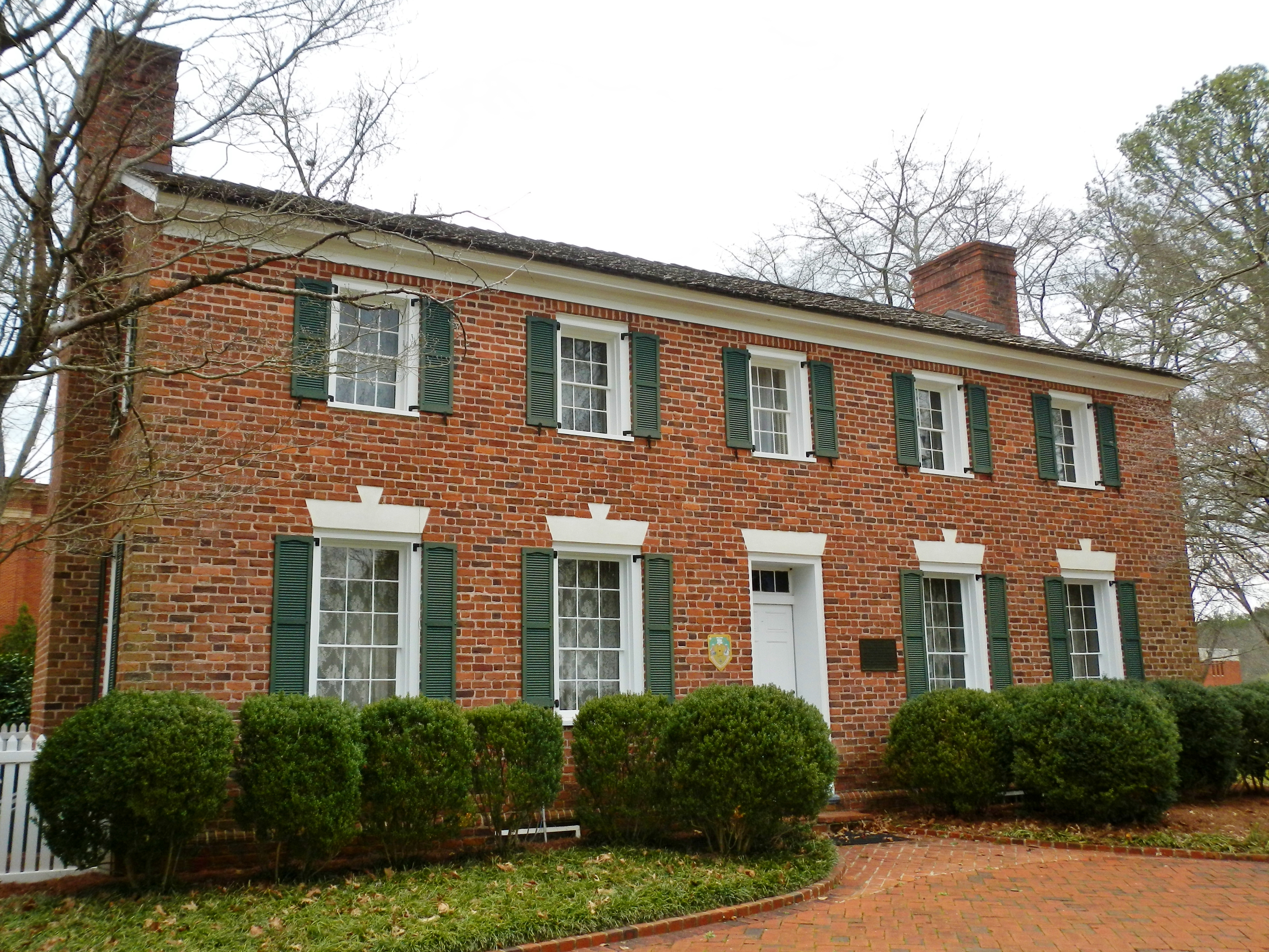
Construida en estilo federal en 1823, King House es el edificio más antiguo del campus, y se agregó al Registro Nacional de Lugares Históricos el 14 de enero de 1972.

La parte principal del campus fue diseñada por los hermanos Olmsted y la parte central es un distrito histórico incluido en el Registro Nacional de Lugares Históricos. La universidad se inauguró en octubre de 1896 como la Escuela Industrial de Chicas de Alabama (AGIS), una escuela técnica exclusiva para mujeres que también ofrecía cursos de educación secundaria. Annie Kennedy fue el primer miembro de la facultad elegida en el AGIS. AGIS se convirtió en el Instituto Técnico de Chicas de Alabama en 1911, añadiendo "y Colegio para Mujeres" en 1919. La escuela se desarrolló gradualmente como una institución de titulación tradicional, convirtiéndose en Alabama College, State College for Women en 1923.
La escuela efectivamente se volvió mixta después de que el cabildeo de los partidarios de la escuela dio como resultado que la Legislatura de Alabama aprobara un proyecto de ley el 15 de enero de 1956 para eliminar la designación "Colegio Estatal para Mujeres". Los primeros hombres ingresaron a la escuela ese mismo mes. Su alumnado todavía mantiene una proporción de 7:5 entre mujeres y hombres.
En 1965, el consejo de administración autorizó al presidente DP Culp a firmar los Certificados de Garantía de Cumplimiento de la Ley de Derechos Civiles de 1964.  En el otoño de 1968, tres mujeres afroamericanas, Carolyn Burpo, Ruby Kennbrew y Dorothy (Lilly) Turner, se matricularon en la universidad.  El 1 de septiembre de 1969, Alabama College pasó a llamarse Universidad de Montevallo.

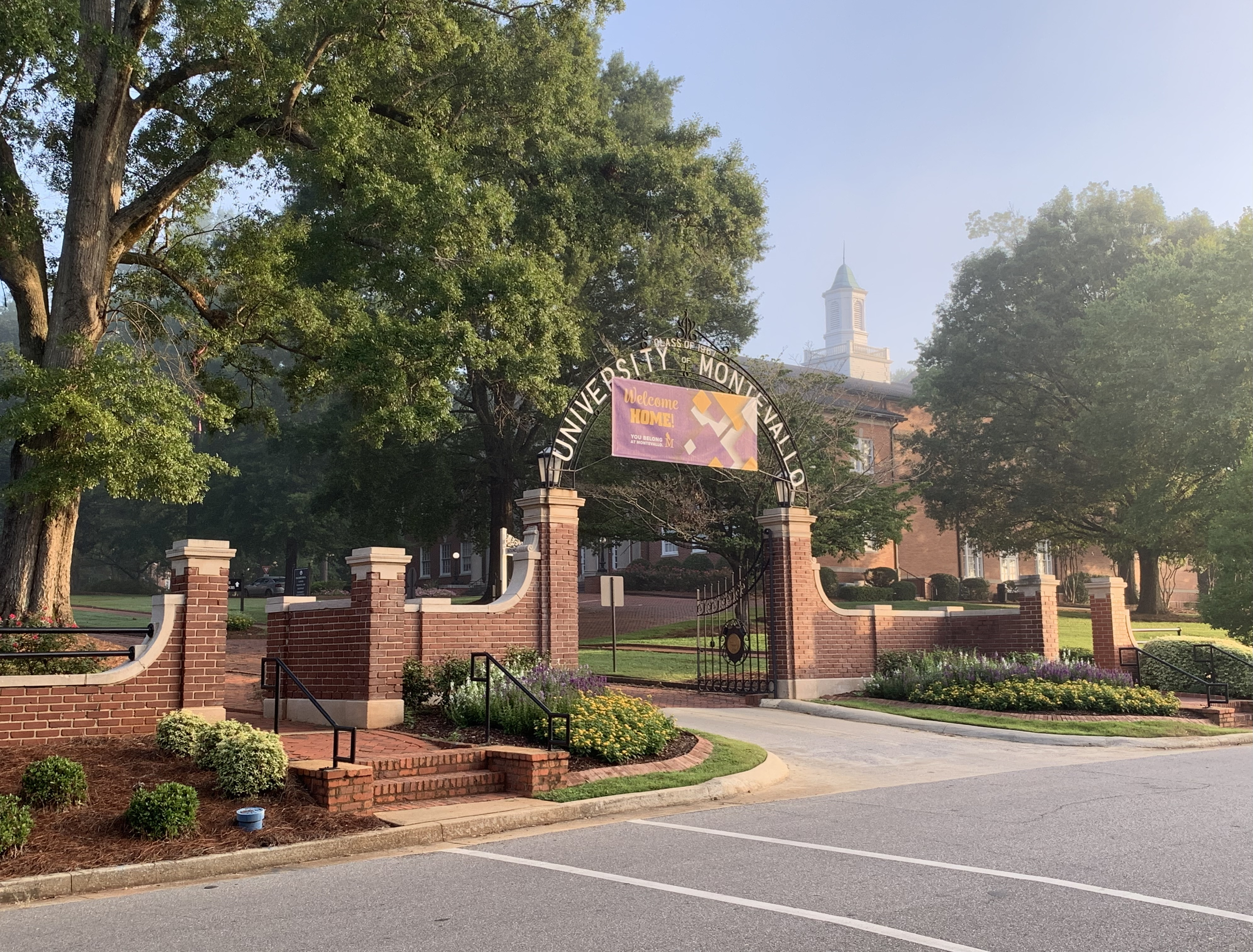
Entrada principal al campus de la Universidad de Montevallo.

La Escuela Industrial para Niñas de Alabama figuraba en el Registro Nacional en 1978. En 1990, el Distrito Histórico de la Universidad de Montevallo fue incluido en el Registro Nacional, como una expansión.
Montevallo se encuentra en el centro geográfico de Alabama, en un área rica en historia de la Guerra Civil. Muchos de los edificios del campus son anteriores a la fundación de la universidad, incluida King House (reservada para invitados especiales del campus) y Reynolds Hall (utilizado por el Departamento de Teatro y las relaciones con los exalumnos). Según se informa, King House fue la primera casa en Alabama en recibir ventanas de cristal. Con casi 3000 estudiantes, la universidad tiene un impacto económico significativo en las comunidades circundantes en el condado de Shelby.

## Tradiciones

### Noche universitaria
La tradición de regreso a casa de la Universidad de Montevallo, llamada College Night, es una competencia mixta en la que los estudiantes pueden participar ya sea por el Lado Púrpura o el Lado Dorado, que llevan el nombre de los colores de la escuela. La tradición de College Night comenzó como una celebración del próximo cambio de nombre del Alabama Girls' Technical Institute a Alabama College. La promoción de 1919, que tuvo lugar por primera vez el 3 de marzo de 1919, como una competencia entre las cuatro clases, dijo que "ahora que nuestra escuela se está convirtiendo en una universidad, hemos comenzado a realizar acrobacias universitarias". 
El evento principal de College Night es la presentación de producciones de teatro musical de cada lado. Los espectáculos son compuestos, dirigidos, producidos y realizados por estudiantes participantes. Actualmente, la competencia también incluye cuatro eventos atléticos: baloncesto masculino y femenino, voleibol femenino y Ultimate Frisbee masculino.
En honor al 25 aniversario de AGTI en 1921, College Night se convirtió en una competencia entre dos lados, Purple y Gold, en lugar de una competencia entre clases. 
En 2000, la Biblioteca del Congreso declaró la Noche Universitaria un "Legado Local", con una exhibición que contenía grabaciones de audio de canciones paralelas de Purple y Gold, fotografías, programas de la Noche Universitaria y otros artefactos. 

### Semana de los delincuentes/Marcha de personas mayores

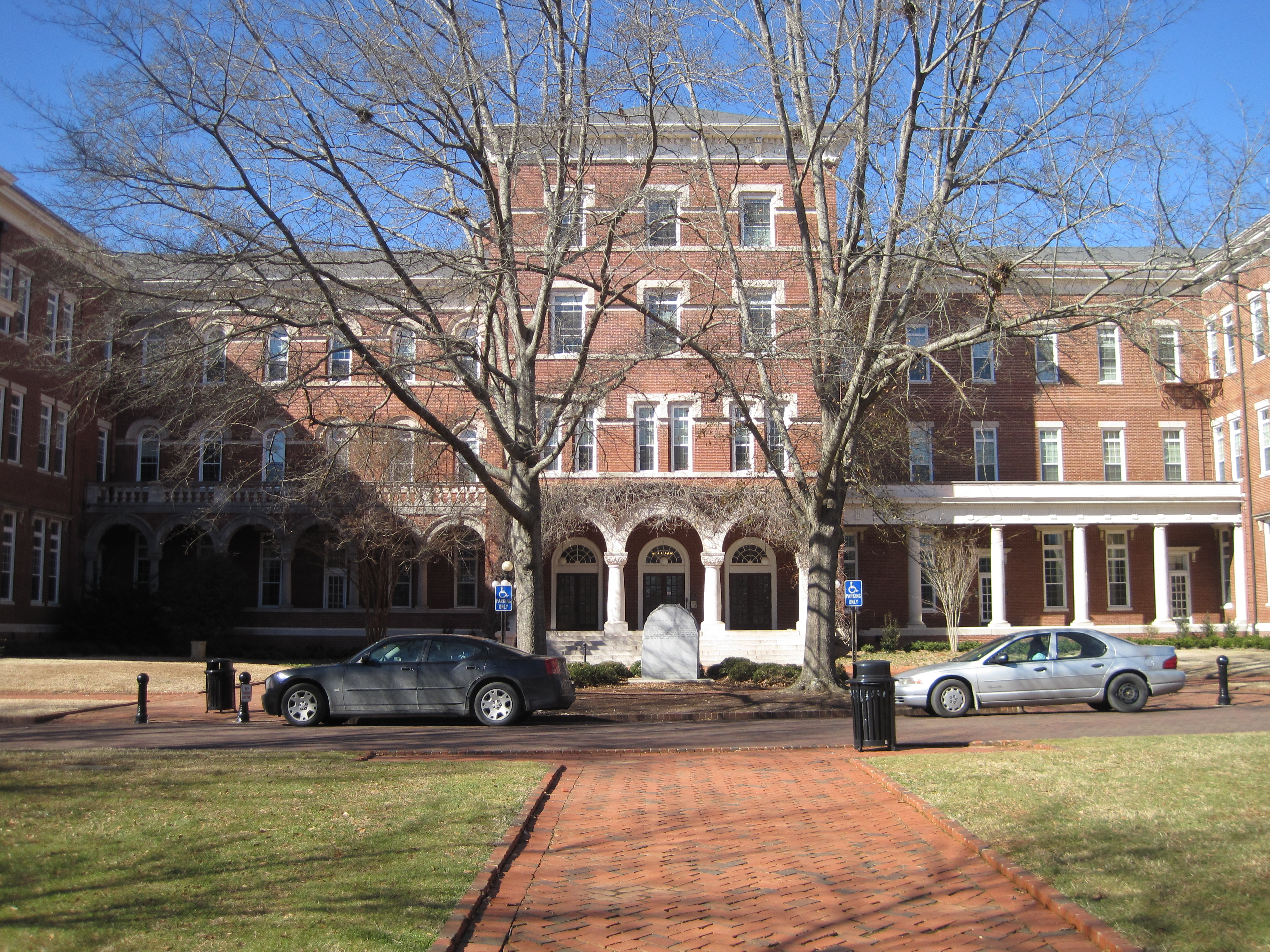
Salón Principal, Universidad de Montevallo.

Tradicionalmente, la Semana del Ladrón era una semana a finales de octubre en la que las mujeres de la clase superior escondían el "cayado" (un bastón con forma aproximada de cayado de pastor) y daban pistas oscuras a las mujeres de la clase baja que debían encontrarlo.
Al final de la Semana de los Delincuentes fue la Marcha de los Mayores. Cuando las campanadas dieron las trece, si las mujeres de clase baja no encontraban al ladrón, las mayores marchaban hacia ellas, sacándolas de sus habitaciones y llevándolas al patio principal, donde tendrían una batalla con crema de afeitar y globos de agua. Si las mujeres de clase baja encontraban al ladrón, ese año estarían a salvo. Esta tradición terminó en la década de 1990 porque la administración la consideró una novatada.

### Debate sobre la balsa salvavidas
El Debate sobre la balsa salvavidas es un evento anual patrocinado por el Club de Filosofía. El debate se ha producido cada semestre de otoño desde 1998, el segundo jueves de octubre durante la conmemoración del Día de los Fundadores de la universidad.
En el Debate sobre la balsa salvavidas, se pide a la audiencia que imagine que ha habido una guerra nuclear y que ellos, como supervivientes, están zarpando para reconstruir la sociedad desde cero. Hay un grupo de profesores compitiendo por ganar el ansiado Remo y subirse a la balsa, y sólo queda un asiento. Cada profesor tiene que argumentar que su disciplina es el área de estudio indispensable que la nueva civilización necesitará para florecer.

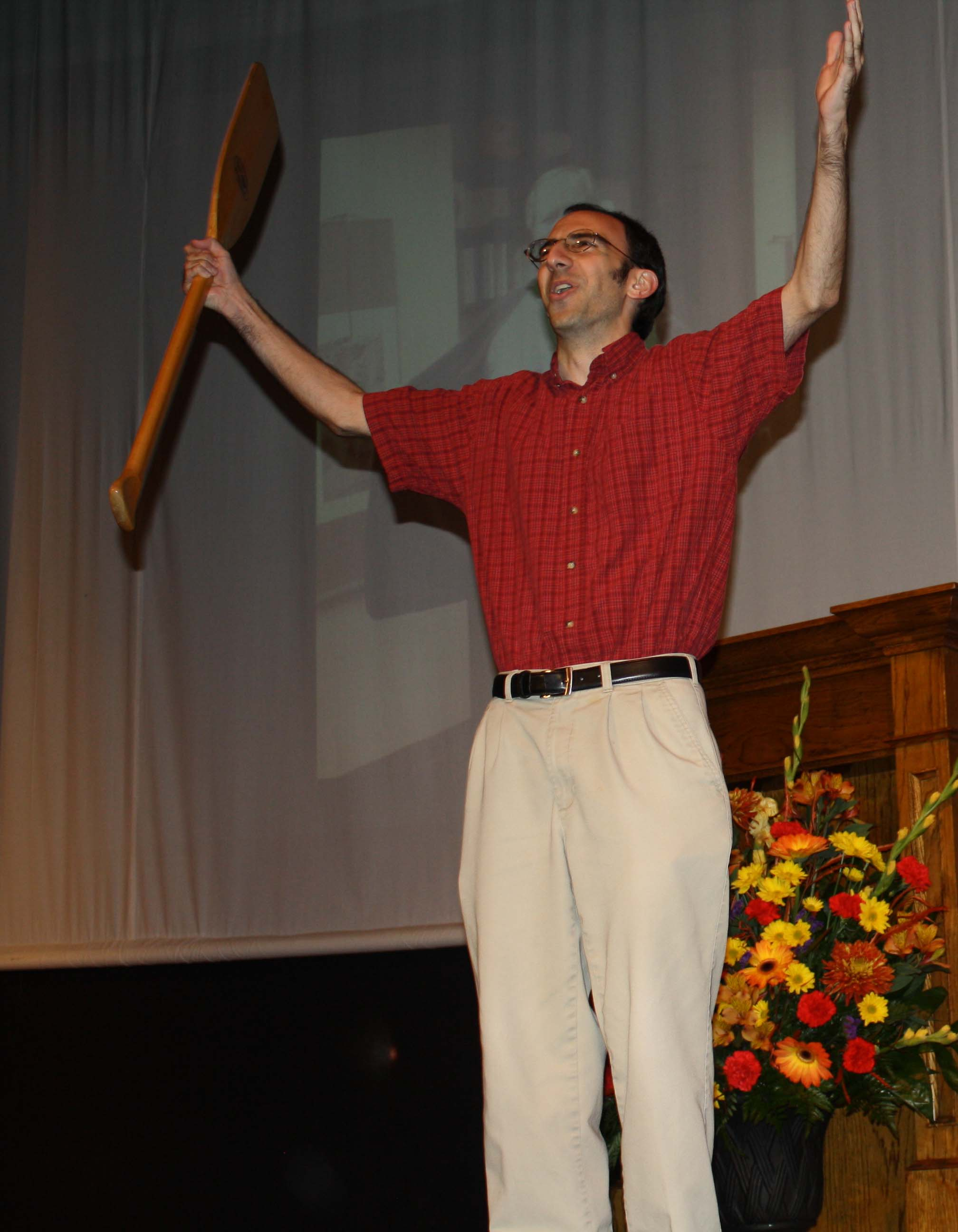
Scott Varagona con el remo.

Cada profesor puede dar una explicación introductoria de su disciplina y luego una breve refutación a los demás. Al final del debate, el público vota y el afortunado ganador recoge el remo y sube a bordo, despidiéndose de los demás. A menudo aparece un séptimo participante, el Abogado del Diablo, que intenta convencer al público de que todo el panel no es digno y que todos deberían quedarse atrás para que se ahoguen. Al año siguiente, el campeón defensor se enfrenta a cinco nuevos retadores en un nuevo debate. Hasta la fecha, nadie ha defendido con éxito el Remo.
El primer evento se celebró en 1998 ante una audiencia de aproximadamente 200 personas. Michael Sterner, del Departamento de Matemáticas, continuó el día con una apasionada defensa de su disciplina, promocionando tanto su utilidad como su belleza y prometiendo que, si se salvara, "no habría más problemas escritos jamás".  En los años siguientes, la popularidad del debate creció hasta atraer a más de 800 miembros de la audiencia por año. Los años siguientes vieron victorias de profesores de una variedad de disciplinas académicas.
El 12 de marzo de 2010, el programa de radio público This American Life publicó una historia sobre el debate sobre Life Raft titulada "Me gustaría azotar a la Academia".  La historia siguió los acontecimientos del Debate sobre la balsa salvavidas de 2007, en el que el abogado del diablo, Jon Smith, profesor del Departamento de Inglés, argumentó con éxito que todos los panelistas deberían ahogarse porque simplemente intentaban ser divertidos, no educar o defender la importancia de sus respectivas disciplinas. Después de la transmisión, varios colegios y universidades en los Estados Unidos y en el extranjero comenzaron a organizar sus propios debates sobre balsas salvavidas.

## Recursos del campus

### Observatorio James Wylie Shepherd
El Observatorio James Wylie Shepherd de la Universidad de Montevallo se inauguró en el otoño de 2009. El observatorio fue construido en el sitio de un antiguo vertedero de construcción, ahora reconvertido en el campo Gentry Springs.  El observatorio es un hito de sostenibilidad de la U of M. 

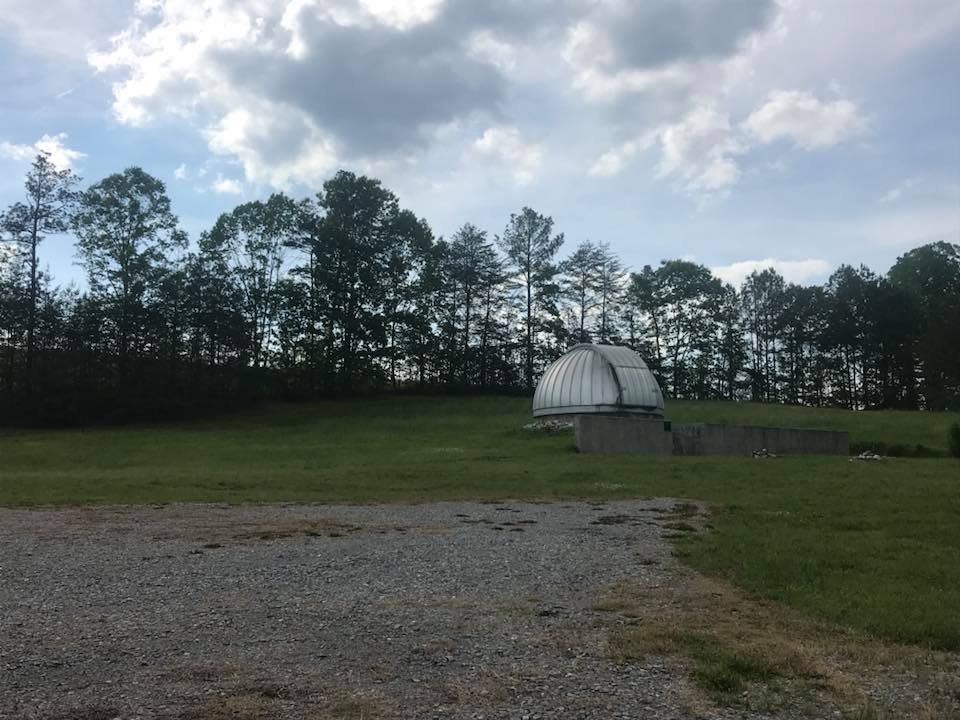
El Observatorio James Wylie Shepherd está ubicado aproximadamente a tres millas del campus universitario.

El observatorio está ubicado aproximadamente a tres millas del campus principal en el sitio Gentry Springs de 150 acres propiedad de la universidad. El JWSO es capaz de realizar observación telescópica astronómica y astrofotografía, tiene un telescopio dedicado a la observación solar y es uno de los pocos observatorios del país que está diseñado específicamente para ser completamente accesible para personas con todas las discapacidades.
Además de sus capacidades de observación, la JWSO será una instalación ecológica que empleará sanitarios de autocompostaje, agua de lluvia filtrada y electricidad generada por energía solar. Actualmente, las instalaciones son utilizadas por las clases de la UM, la Sociedad Astronómica de Montevallo, los socios de AMSTI y una variedad de clases del área K-12 y otros grupos locales. También hay noches de visualización pública programadas regularmente que son gratuitas.
Una vez finalizado, el complejo de observación albergará un planetario/anfiteatro al aire libre, una cabina para docentes, senderos para caminar, un planetario interior digital, un dormitorio para académicos visitantes, exhibiciones educativas y un centro de visitantes en el que los grupos podrán ver imágenes generadas por el telescopio principal. Se pueden instalar telescopios adicionales más pequeños para la observación solar y planetaria en varios lugares fuera de la cúpula principal, que está rodeada por iluminación exterior de bajo nivel que funciona con energía solar.

### Reserva Ecológica Pantano de Ebenezer

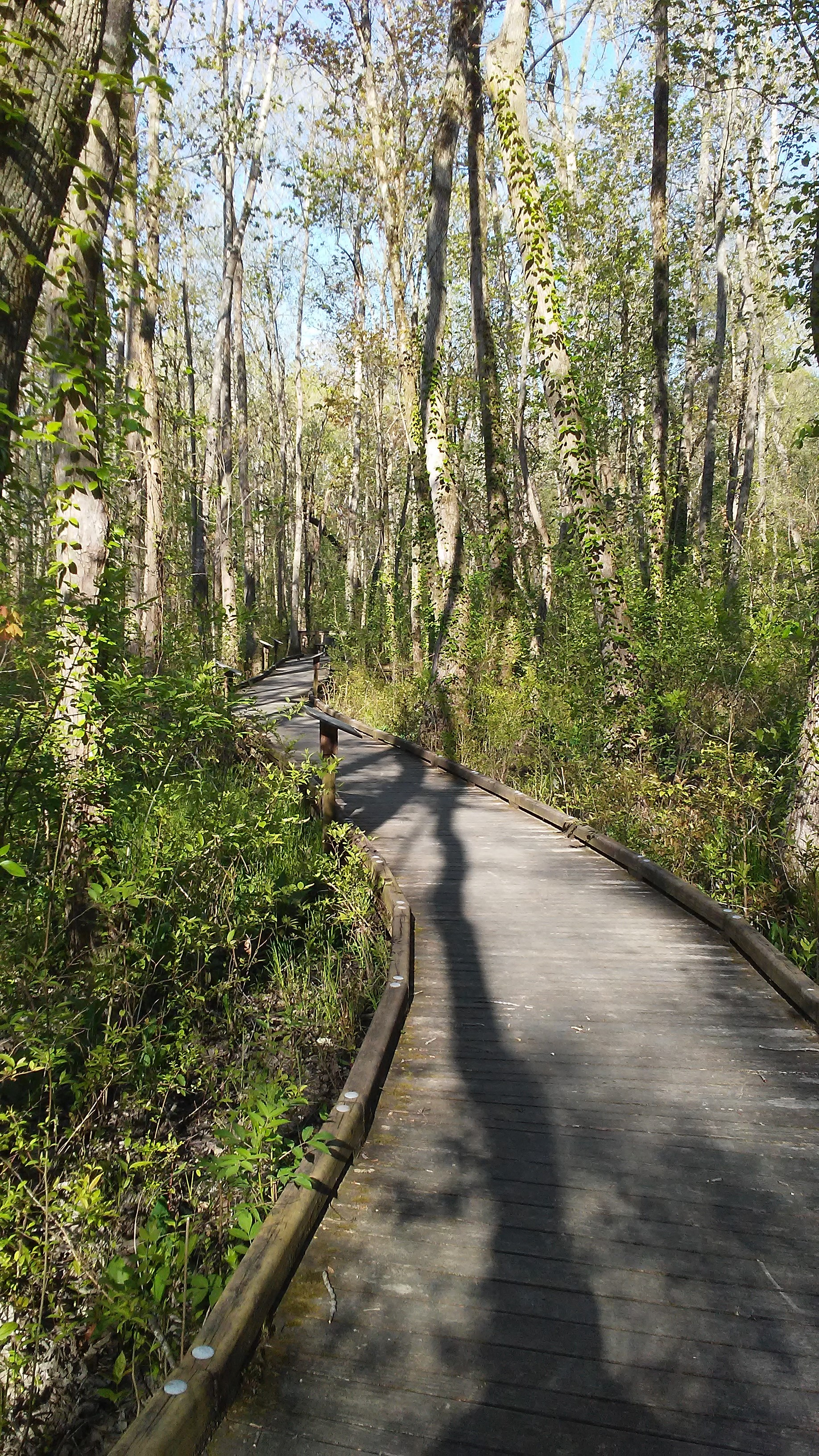
La Reserva Ecológica Ebenezer Swamp está ubicada en el condado de Shelby, Alabama. Es mantenido por la Universidad de Montevallo para docencia e investigación.

El pantano Ebenezer de la Universidad de Montevallo consta de aproximadamente 60 acres (242 811,6 m²)   de humedales boscosos y está ubicado cerca de la cabecera de Spring Creek, aproximadamente 6 millas (9,7 km) al noreste de la Universidad en el centro de Alabama.
Spring Creek y Ebenezer Swamp forman una parte de las cabeceras de la cuenca del río Cahaba, ecológicamente diversa y ambientalmente sensible. El Cahaba es el río de flujo libre más largo que queda, tiene más especies de peces por milla que cualquier río en América del Norte y es uno de los ocho puntos críticos de biodiversidad fluvial en los EE. UU.
La UM está creando el Centro de Investigación e Interpretación de los Humedales del Pantano de Ebenezer (ESWIRC) para centrar una mayor investigación en la ecología de los humedales y aumentar las oportunidades educativas para los estudiantes de secundaria y media de todo el estado de Alabama. Los objetivos de la investigación se centran en: establecer y mantener un inventario de especies de plantas, animales y hongos; monitorear la calidad del agua, las precipitaciones y los caudales de los arroyos; y estudios futuros de los procesos ecológicos de los humedales y los efectos de la invasión a lo largo del margen del pantano. Los objetivos educativos se centran en elevar el perfil de la importancia ecológica de los humedales para los estudiantes de secundaria y media, y al mismo tiempo brindarles una sólida introducción a los principios subyacentes de la biología.

### ValloCycle: Programa de bicicletas compartidas Montevallo
Formado a través de una asociación colaborativa entre la ciudad de Montevallo y la Universidad de Montevallo, el programa ValloCycle Bike-Share existe como una iniciativa de toda la ciudad para mejorar la transitabilidad general de la comunidad y la participación ciudadana individual con un estilo de vida de transporte alternativo y sostenible. El principal medio del programa ValloCycle Bike-Share para lograr estos objetivos es a través de la operación diaria del programa ValloCycle Bike-Share, el primer programa de bicicletas compartidas en todo el condado del estado de Alabama que ofrece alquiler de bicicletas a bajo costo a todos los miembros de su comunidad.
A diferencia de otros programas de bicicletas compartidas en campus cercanos, el alquiler de bicicletas ValloCycle no se limita únicamente a estudiantes universitarios ni se limita a un solo lugar. Más bien, se ofrecen alquileres de bicicletas a todos los residentes de Montevallo y el área circundante del condado de Shelby en tres ubicaciones de salida separadas. Las cuotas anuales de membresía ascienden aproximadamente a 2 dólares al mes para adultos y 1 dólar al mes para niños.  
La Junta ValloCycle, totalmente voluntaria, supervisa la implementación de una serie de otros programas, eventos, recursos y mejoras de infraestructura pública para ciclistas y peatones en el campus y la comunidad, incluida la Iniciativa Montevallo "Share the Lane",  el Proyecto de mapa de la ciudad de ValloCycle,  y el "Tour En Bicicleta" de Montevallo.  Los formularios de membresía están disponibles en el sitio web público de ValloCycle, vallocycle.com.

### Horno Anagama
El horno de Montevallo fue construido a mano por el profesor de cerámica Scott Meyer y sus estudiantes a partir de 1999.  El horno, que se enciende una o dos veces al año, funciona durante 100 horas y consume hasta 14 cuerdas de madera partida.  

### Biblioteca Carmichael

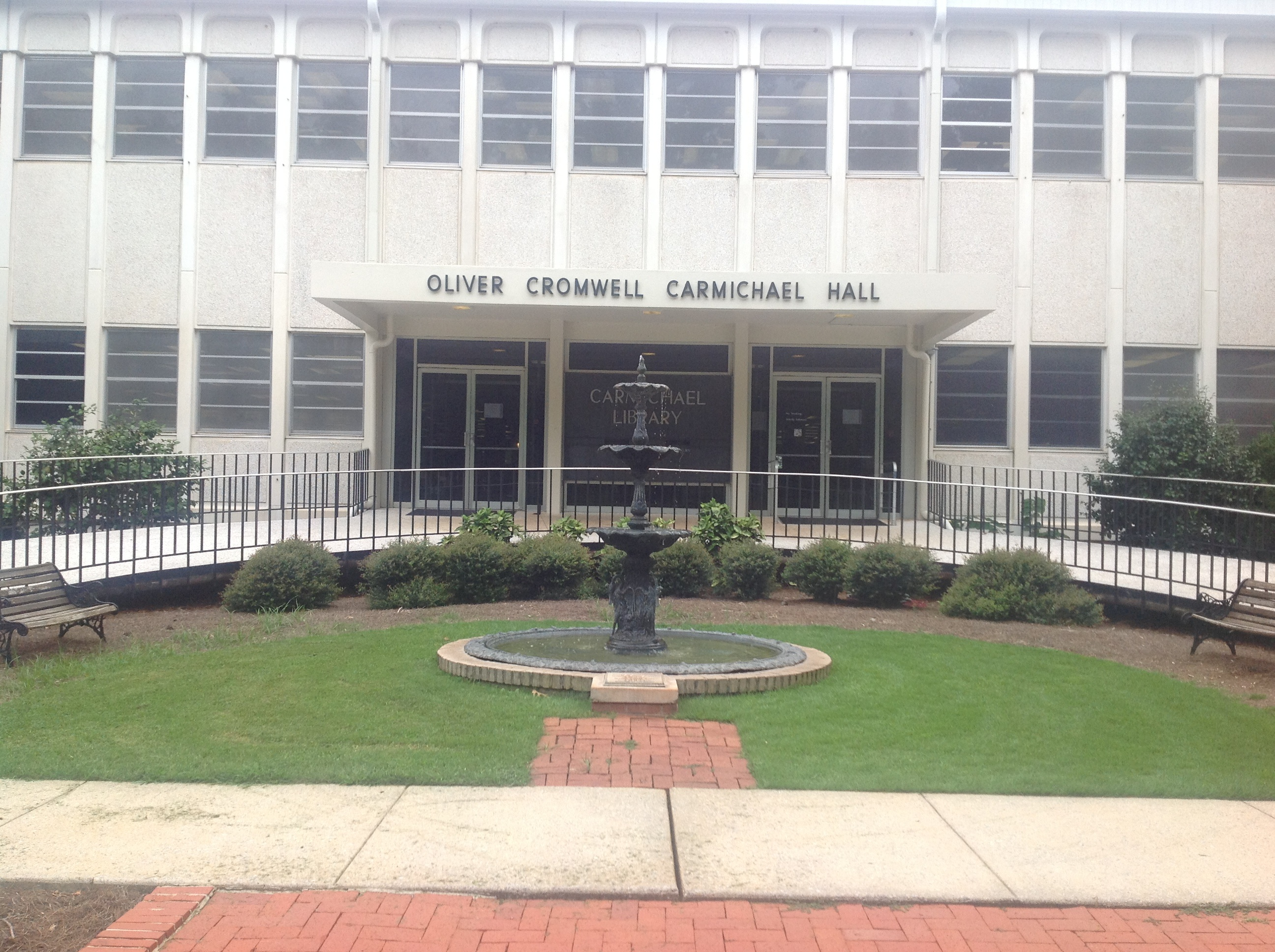
Biblioteca Oliver Cromwell Carmichael.

Nombrada en honor al presidente de Alabama College, Oliver Cromwell Carmichael,  la biblioteca actual abrió sus puertas en 1968  en la esquina de las calles Highland y Bloch. La instalación cuenta con tres pisos de estanterías, espacios para reuniones y comodidades del campus, como los archivos y colecciones especiales de Anna Crawford Milner, la sala de colección especial Pat Scales, el laboratorio de medios digitales, el centro de enriquecimiento del aprendizaje y el servicio de asistencia tecnológica y de servicios de información. A partir de 2022, Carmichael Hall alberga más de 185.000 títulos impresos.

### Vida griega
Hay varias fraternidades y hermandades de mujeres en el campus.

### Campo de golf de disco
En 2007, la Universidad de Montevallo, en cooperación con la Asociación Profesional de Disc Golf, construyó un campo de disc golf de tamaño completo, 18 hoyos, en los terrenos del campus.  En el momento de su construcción era uno de los pocos campos ubicados en el campus de una universidad pública de la región. A pesar de que se encuentra en terrenos universitarios y el personal de la escuela lo mantiene. está abierto al público y ha proporcionado una fuente de cooperación y conexión entre la comunidad y la escuela. En los últimos años, varias organizaciones griegas de la Universidad de Montevallo han patrocinado varios hoyos para ayudar con el mantenimiento y la conservación.

## Atletismo
La Universidad de Montevallo cuenta con 19 equipos atléticos de la División II de la NCAA  que actualmente compiten en la Conferencia Sur del Golfo.
Los deportes masculinos incluyen béisbol, baloncesto, fútbol, golf, lacrosse, tenis y atletismo a campo traviesa. Los deportes femeninos incluyen lacrosse, baloncesto, fútbol, golf, campo a través, tenis, voleibol y atletismo. Los Falcons fueron miembros de la Conferencia Sur del Golfo desde 1995 hasta 2009. Luego compitieron en la Conferencia Peach Belt hasta volver a unirse al GSC antes del año académico 2017-18. 

## Otras lecturas
- Griffith, Lucille. Universidad de Alabama, 1896-1969. Montevallo, AL: Universidad de Montevallo, 1969.
- Griffith, Lucille, columnas blancas y ladrillo rojo: los edificios de la Universidad de Montevallo. Montevallo, AL: Prensa de la Universidad de Montevallo, 1988.
- Hultquist, Clark y Carey Heatherly. Montevallo. Prensa Arcadia, 2011.
- Kelley, 'Robin DG Hammer and Hoe: Comunistas de Alabama durante la Gran Depresión (Chapel Hill: UNC Press, 1990)
- Loco, Alissa. "Montevallo: un montículo en un valle" Alabama Heritage 84 (primavera de 2007): 18–29.
- Tipton, María Frances. Años ricos y fructíferos: Universidad de Montevallo 1896–1996. Montevallo, AL: Universidad de Montevallo, 1996.
- Caminante, Jefferson. Noche universitaria: celebración del centenario . Montevallo, AL: Universidad de Montevallo, 2019.